# Heilig Hartbeeld (Sint-Oedenrode)
Het Heilig Hartbeeld is een standbeeld in de Nederlandse plaats Sint-Oedenrode.

## Achtergrond
Het Heilig Hartbeeld van Jan Custers werd in 1922 geplaatst bij de Sint-Martinuskerk.

## Beschrijving
Een staande Christusfiguur wijst met zijn beide handen naar een vlammend hart, met doornenkroon, op zijn borst. Het beeld staat op een sokkel, waarop twee inscripties, aan de voorzijde 

ZYN RYK ZAL GEEN EIND HEBBEN LUC.1:33

en aan de achterzijde

AAN DEN KONING DER LIEFDE ST. OEDENRODE 25 JUNI 1922